# Nordic Futsal Cup 2019
Nordic Futsal Cup 2019 var den sjätte upplagan av Nordic Futsal Cup, turneringen spelades i Åbo i Finland. Finland vann turneringen för femte året i rad.

## Tabell
| Nr | Lag      | S | V | O | F | GM | IM | MS  | P  |
| -- | -------- | - | - | - | - | -- | -- | --- | -- |
| 1  | Finland  | 4 | 4 | 0 | 0 | 25 | 4  | +21 | 12 |
| 2  | Norge    | 4 | 2 | 0 | 2 | 9  | 11 | −2  | 6  |
| 3  | Sverige  | 4 | 2 | 0 | 2 | 14 | 10 | +4  | 6  |
| 4  | Grönland | 4 | 1 | 0 | 3 | 6  | 24 | −18 | 3  |
| 5  | Danmark  | 4 | 1 | 0 | 3 | 12 | 17 | −5  | 3  |

## Matcher
|             | 29 november 2019 | Norge                                         | 2 – 1           | Sverige            | Kuppis bollhall                               |                                               |
| 16:30 UTC+2 | 16:30 UTC+2      | Tobias Schjetne 4:28′ Christopher Moen 32:59′ | (1 – 1) Rapport | 17:05′ Adnan Cirak | Åbo Publik: 57 Domare: David Nissen (Danmark) | Åbo Publik: 57 Domare: David Nissen (Danmark) |
| 16:30 UTC+2 | 16:30 UTC+2      |                                               |                 |                    | Åbo Publik: 57 Domare: David Nissen (Danmark) | Åbo Publik: 57 Domare: David Nissen (Danmark) |
| 16:30 UTC+2 | 16:30 UTC+2      |                                               |                 |                    | Åbo Publik: 57 Domare: David Nissen (Danmark) | Åbo Publik: 57 Domare: David Nissen (Danmark) |

|             | 29 november 2019 | Finland | 11 – 10         | Grönland                  | Kuppis bollhall                       |                                       |
| 19:00 UTC+2 | 19:00 UTC+2      | Iiro Vanha 4:59′ Sergei Korsunov 8:31′, 30:29′ Henri Alamikkotervo 14:14′, 29:12′ Petri Grönholm 15:06′ Antti Teittinen 22:48′ Miika Hosio 28:27′ Lassi Lintula 31:06′ Juhana Jyrkiäinen 39:11′ Teemu Lukkari 39:16′ (str.) | (4 – 1) Rapport | 16:04′ Patrick Fredriksen | Åbo Domare: David Glavonjic (Sverige) | Åbo Domare: David Glavonjic (Sverige) |
| 19:00 UTC+2 | 19:00 UTC+2      | |                 |                           | Åbo Domare: David Glavonjic (Sverige) | Åbo Domare: David Glavonjic (Sverige) |
| 19:00 UTC+2 | 19:00 UTC+2      | |                 |                           | Åbo Domare: David Glavonjic (Sverige) | Åbo Domare: David Glavonjic (Sverige) |

|             | 30 november 2019 | Norge                                                                | 3 – 4           | Danmark                                                                     | Kuppis bollhall                               |                                               |
| 15:30 UTC+2 | 15:30 UTC+2      | Christopher Moen 2:03′ Tobias Schjetne 24:06′ Milos Vucenović 36:22′ | (1 – 3) Rapport | 8:25′, 15:56′ Louis Veis 12:47′ Adam Fogt 34:17′ (str. 10m) Kevin Jørgensen | Åbo Publik: 92 Domare: Olli Niemelä (Finland) | Åbo Publik: 92 Domare: Olli Niemelä (Finland) |
| 15:30 UTC+2 | 15:30 UTC+2      |                                                                      |                 |                                                                             | Åbo Publik: 92 Domare: Olli Niemelä (Finland) | Åbo Publik: 92 Domare: Olli Niemelä (Finland) |
| 15:30 UTC+2 | 15:30 UTC+2      |                                                                      |                 |                                                                             | Åbo Publik: 92 Domare: Olli Niemelä (Finland) | Åbo Publik: 92 Domare: Olli Niemelä (Finland) |

|             | 30 november 2019 | Sverige                                                                                                  | 7 – 1           | Grönland                     | Kuppis bollhall                               |                                               |
| 18:00 UTC+2 | 18:00 UTC+2      | Adnan Cirak 2:07′, 6:28′, 35:44′ Ayoub Abassi 15:32′, 23:53′ Fehim Smajlovic 22:47′ Taha Abdi Ali 25:50′ | (3 – 0) Rapport | 38:47′ Rene Eriksen Petersen | Åbo Publik: 56 Domare: Telmen Undrakh (Norge) | Åbo Publik: 56 Domare: Telmen Undrakh (Norge) |
| 18:00 UTC+2 | 18:00 UTC+2      | |                 |                              | Åbo Publik: 56 Domare: Telmen Undrakh (Norge) | Åbo Publik: 56 Domare: Telmen Undrakh (Norge) |
| 18:00 UTC+2 | 18:00 UTC+2      | |                 |                              | Åbo Publik: 56 Domare: Telmen Undrakh (Norge) | Åbo Publik: 56 Domare: Telmen Undrakh (Norge) |

|             | 1 december 2019 | Grönland | 0 – 3           | Norge                                                                    | Kuppis bollhall                                    |                                                    |
| 15:30 UTC+2 | 15:30 UTC+2     |          | (0 – 2) Rapport | 3:37′ Milos Vucenović 4:35′ Erlend Tjøtta Vie 31:08′ Sindre Welo Myrvold | Åbo Publik: 45 Domare: Arttu Kyynäräinen (Finland) | Åbo Publik: 45 Domare: Arttu Kyynäräinen (Finland) |
| 15:30 UTC+2 | 15:30 UTC+2     |          |                 |                                                                          | Åbo Publik: 45 Domare: Arttu Kyynäräinen (Finland) | Åbo Publik: 45 Domare: Arttu Kyynäräinen (Finland) |
| 15:30 UTC+2 | 15:30 UTC+2     |          |                 |                                                                          | Åbo Publik: 45 Domare: Arttu Kyynäräinen (Finland) | Åbo Publik: 45 Domare: Arttu Kyynäräinen (Finland) |

|             | 1 december 2019 | Danmark                          | 1 – 5           | Finland                                                                      | Kuppis bollhall                                |                                                |
| 18:00 UTC+2 | 18:00 UTC+2     | Kevin Jørgensen 29:49′ (str. 6m) | (0 – 4) Rapport | 6:13′, 19:20′ Juhana Jyrkiäinen 11:03′, 26:01′ Jarmo Junno 18:53′ Iiro Vanha | Åbo Publik: 240 Domare: Telmen Undrakh (Norge) | Åbo Publik: 240 Domare: Telmen Undrakh (Norge) |
| 18:00 UTC+2 | 18:00 UTC+2     |                                  |                 |                                                                              | Åbo Publik: 240 Domare: Telmen Undrakh (Norge) | Åbo Publik: 240 Domare: Telmen Undrakh (Norge) |
| 18:00 UTC+2 | 18:00 UTC+2     |                                  |                 |                                                                              | Åbo Publik: 240 Domare: Telmen Undrakh (Norge) | Åbo Publik: 240 Domare: Telmen Undrakh (Norge) |

|             | 2 december 2019 | Danmark                                                          | 4 – 5           | Sverige                                                                                       | Kuppis bollhall                              |                                              |
| 16:30 UTC+2 | 16:30 UTC+2     | Mads Falck 1:05′ Kevin Jørgensen 3:38′, 12:57′ Emil Scott 34:51′ | (3 – 1) Rapport | 14:39′ Albert Hiseni 21:31′, 33:47′ Adnan Cirak 24:29′ Hampus Furublad 30:05′ Fehim Smajlovic | Åbo Publik: 39 Domare: Timo Onatsu (Finland) | Åbo Publik: 39 Domare: Timo Onatsu (Finland) |
| 16:30 UTC+2 | 16:30 UTC+2     |                                                                  |                 |                                                                                               | Åbo Publik: 39 Domare: Timo Onatsu (Finland) | Åbo Publik: 39 Domare: Timo Onatsu (Finland) |
| 16:30 UTC+2 | 16:30 UTC+2     |                                                                  |                 |                                                                                               | Åbo Publik: 39 Domare: Timo Onatsu (Finland) | Åbo Publik: 39 Domare: Timo Onatsu (Finland) |

|             | 2 december 2019 | Finland | 6 – 1           | Norge                     | Kuppis bollhall                                |                                                |
| 19:00 UTC+2 | 19:00 UTC+2     | Miika Hosio 0:35′ Henri Alamikkotervo 10:58′ Jani Korpela 22:25′, 33:02′, 37:15′ Juha-Matti Savolainen 36:34′ | (2 – 1) Rapport | 4:18′ Myrvold Welo Sindre | Åbo Publik: 220 Domare: David Nissen (Danmark) | Åbo Publik: 220 Domare: David Nissen (Danmark) |
| 19:00 UTC+2 | 19:00 UTC+2     | |                 |                           | Åbo Publik: 220 Domare: David Nissen (Danmark) | Åbo Publik: 220 Domare: David Nissen (Danmark) |
| 19:00 UTC+2 | 19:00 UTC+2     | |                 |                           | Åbo Publik: 220 Domare: David Nissen (Danmark) | Åbo Publik: 220 Domare: David Nissen (Danmark) |

|             | 3 december 2019 | Grönland                                                                   | 4 – 3           | Danmark                                                          | Kuppis bollhall                                    |                                                    |
| 16:30 UTC+2 | 16:30 UTC+2     | Søren Kreutzmann 1:49′, 35:40′ Frederik Funch 36:11′ Nikki Petersen 39:42′ | (1 – 1) Rapport | 14:54′ Mads Falck 34:02′ Louis Veis 37:47′ Mike Løhde Vestergård | Åbo Publik: 34 Domare: Arttu Kyynäräinen (Finland) | Åbo Publik: 34 Domare: Arttu Kyynäräinen (Finland) |
| 16:30 UTC+2 | 16:30 UTC+2     |                                                                            |                 |                                                                  | Åbo Publik: 34 Domare: Arttu Kyynäräinen (Finland) | Åbo Publik: 34 Domare: Arttu Kyynäräinen (Finland) |
| 16:30 UTC+2 | 16:30 UTC+2     |                                                                            |                 |                                                                  | Åbo Publik: 34 Domare: Arttu Kyynäräinen (Finland) | Åbo Publik: 34 Domare: Arttu Kyynäräinen (Finland) |

|             | 3 december 2019 | Sverige             | 1 – 3           | Finland                                              | Kuppis bollhall                                |                                                |
| 19:00 UTC+2 | 19:00 UTC+2     | Albert Hiseni 3:00′ | (1 – 3) Rapport | 8:22′ Aleksi Kylmälä 9:40′ (sjm.) 13:46′ Jarmo Junno | Åbo Publik: 250 Domare: David Nissen (Danmark) | Åbo Publik: 250 Domare: David Nissen (Danmark) |
| 19:00 UTC+2 | 19:00 UTC+2     |                     |                 |                                                      | Åbo Publik: 250 Domare: David Nissen (Danmark) | Åbo Publik: 250 Domare: David Nissen (Danmark) |
| 19:00 UTC+2 | 19:00 UTC+2     |                     |                 |                                                      | Åbo Publik: 250 Domare: David Nissen (Danmark) | Åbo Publik: 250 Domare: David Nissen (Danmark) |